# Aleneva, Alaska
Aleneva, Alaska (енгл. Aleneva) насељено је место без административног статуса у америчкој савезној држави Аљаска.

## Демографија
По попису из 2010. године број становника је 37, што је 31 (-45,6%) становника мање него 2000. године.
| Група             | 2000.      | 2010.       |
| Белци             | 67 (98,5%) | 37 (100,0%) |
| Афроамериканци    | 0 (0,0%)   | 0 (0,0%)    |
| Азијати           | 0 (0,0%)   | 0 (0,0%)    |
| Хиспаноамериканци | 0 (0,0%)   | 0 (0,0%)    |
| Укупно            | 68         | 37          |